# Джей Тауншип (округ Елк, Пенсільванія)
Джей Тауншип (англ. Jay Township) — селище (англ. township) в США, в окрузі Елк штату Пенсільванія. Населення — 1963 особи (2020).

## Демографія
Згідно з переписом 2010 року, у селищі мешкали 2072 особи в 880 домогосподарствах у складі 608 родин. Було 1243 помешкання
Расовий склад населення:
| - 98,5 % — білих - 0,1 % — корінних американців - 0,1 % — чорних або афроамериканців - 0,1 % — азіатів |

До двох чи більше рас належало 0,9 %. Частка іспаномовних становила 1,3 % від усіх жителів.
За віковим діапазоном населення розподілялося таким чином: 21,1 % — особи молодші 18 років, 57,1 % — особи у віці 18—64 років, 21,8 % — особи у віці 65 років та старші. Медіана віку мешканця становила 45,8 року. На 100 осіб жіночої статі у селищі припадало 96,8 чоловіків;  на 100 жінок у віці від 18 років та старших — 97,9 чоловіків також старших 18 років.
Середній дохід на одне домашнє господарство  становив 54 478 доларів США (медіана — 45 871), а середній дохід на одну сім'ю — 59 710 доларів (медіана — 49 231). Медіана доходів становила 40 446 доларів для чоловіків та 29 315 доларів для жінок. За межею бідності перебувало 16,1 % осіб, у тому числі 29,2 % дітей у віці до 18 років та 4,0 % осіб у віці 65 років та старших.
Цивільне працевлаштоване населення становило 895 осіб. Основні галузі зайнятості: виробництво — 37,0 %, освіта, охорона здоров'я та соціальна допомога — 16,6 %, роздрібна торгівля — 12,8 %.